# Zygodon squarrosus
Zygodon squarrosus là một loài Rêu trong họ Orthotrichaceae. Loài này được (Taylor) Müll. Hal. miêu tả khoa học đầu tiên năm 1849.